# Магаданський заповідник
59°38′31″ пн. ш. 147°26′55″ сх. д. / 59.641944444444° пн. ш. 147.44861111111° сх. д.
Магаданський заповідник (рос. Магаданский заповедник) — заповідник, складається з чотирьох ділянок: Кава-Челомджинського (624 456 га), Ольської (103 425 га), Ямської (38 096 га), Сеймчанської (117 839 га), включаючи північне узбережжя Охотського моря. Всі ділянки на великій відстані одна від одної, на їх території немає населених пунктів і транспортних шляхів. Центральна садиба заповідника розташована у місті Магадан (100—650 км від ділянок). Всі ділянки знаходяться на великій відстані між собою, мають різний клімат, рельєф, флору і фауну, а також відсутні населені пункти та транспортні шляхи. На річках території знаходяться одні з найбільших непорушених місць нересту лосося. На Ямській ділянці розташовані колонії морських птахів, загалом до 6 мільйонів осіб.

## Топографія
Найбільша ділянка, Кава-Челомджинського (624 456 га), знаходиться на SW від Магадана. Відокремлена від Охотського моря двома регіональними природними заповідниками (Кава та Кавінська). Другою за величиною ділянкою є Земля Сеймчанської (117 839 га) на материку вздовж річки Колима, за 520 км від міста Магадан. Третьою за величиною ділянкою є Ольська (103 434 га), що розташована на півострові Коні, який омивається Охотським морем. Четверта ділянка — Ямського (38 809 га), на південному заході області, має поділ на прибережну, заплавну та острівну.

## Клімат та екорегіон
Заповідник знаходиться у Черсько-Колимському гірському тундровому екорегіоні. Цей екорегіон охоплює гірські райони північного сходу Сибіру, вельми холодний та посушливий.
Клімат — субарктичний, без посушливого сезону (класифікація Кеппена — субарктичний клімат (Dfc)). Цей клімат характеризується прохолодним літом (лише 1-3 місяці вище 10° C) і холодною сніжною зимою (найхолодніший місяць нижче −3° C).

## Флора і фауна
На території заповідника відзначено 729 видів судинних рослин. Основна лісова порода — модрина. Друга широко поширена порода — кедровий сланець, реліктовий осередок сибірської ялини. Зустрічається 32 види риб, птахів — всього понад 180 видів, включаючи 150 що гніздяться, на узбережжі колонії морських птахів, наземних ссавців близько 40 видів. Повсюдно мешкають білка, бурундук, горностай, заєць-біляк, соболь, нориця червона. На узбережжі лежбища морських ссавців.